# Ourol
Ourol è un comune spagnolo di 1 445 abitanti situato nella comunità autonoma della Galizia.